# Букер (агент)
Букер або букінг-менеджер або букінг-агент — це людина, яка знаходить робочі місця для акторів, авторів, режисерів, музикантів, моделей, продюсерів, професійних спортсменів, письменників, сценаристів, теле- і радіожурналістів, і інших людей в різному розважальному бізнесі або бізнесі трансляції. Крім того, агент захищає, підтримує і просуває інтереси його/її клієнтів.
Букінг — система взаємовідносин між артистом, клієнтом і букінг-агентством.
Талант агентства в основному або повністю представляють одну спеціальність. Наприклад, є модельні агентства, комерційні установи талантів, літературні агентства, закадрові агентства, тележурналістські, спортивні, музичні агентства тощо.

## У модельному бізнесі
Букер — менеджер модельного агентства, що працює над організаційними питаннями й просуванням моделей. Також збирає замовлення від клієнтів і представляє їм портфоліо моделей.

## Приклади
Букер — персонаж вебсеріалу «Конмен», трансгендер у виконанні акторки Мінді Стерлінг.